# Тагавор

Подпись Левона III 1288 года — Левон царь (тагавор) армянский

Тагавор, реже Тагавер или таквар (арм. Թագավոր) — один из армянских титулов монарха, обычно ассоциирующийся с высшим достоинством императора.

## Этимология
Слово Тагавор происходит от слова таг — венец, корона и с армянского переводится как носящий корону, царь.

## История
«...Но затем они отпали от Рима и сами стали избирать своего патриарха, называемого Католикос (Kathagenes) тогда как король называется у них Такавор (Takchauer)»
В Армении основными терминами обозначающими высший царский титул были слова тагавор или арка, оба древнего происхождения, засвидетельствованные в наиболее ранних памятниках армянской письменности. Встречается также титул тиезеракал то есть «миро-держец», который носил царь Армении Смбат I. Мусульмане, не желая давать титула на своем языке, называли византийских императоров словом Такаеур (такфур), являющимся производным от армянского Тагавор.

## В культуре
В армянской культуре слово со временем стало использоваться также и в свадебных торжествах. Жениха на свадьбе называли тагавор — «носящий таг», «венценосный», «царь». Во время бракосочетания жениху на голову надевали «венец» — таг, который представлял собой цветной шнур с небольшими подвесками, или же использовался жгут из цветных платков, а в нём закреплялся небольшой крестик из обмотанных зелеными и красными нитками палочек с парой петушиных перьев. Невеста соответственно именовалась тагуи — «венценосная», «царица».